# Willem Byvanck
Geertrudus Cornelis Willem Byvanck, (Amsterdam, 10 november 1848 – Den Haag, 6 december 1925) was een Nederlandse bibliothecaris en schrijver. Als schrijver publiceerde hij onder de naam W.G.C. Byvanck.

## Biografie
Willem Byvanck werd geboren in Amsterdam als zoon van Gerard Bijvanck en Henrietta Führi (zus van de uitgever). Uit Byvancks huwelijk met Clara Cramerus werden twee zoons (onder wie de archeoloog Alexander Byvanck) en een dochter geboren.
Byvanck doorliep het Gymnasium Haganum in Den Haag en ging daarna in Leiden klassieke talen studeren. Op 26 september 1879 promoveerde hij op een proefschrift over Tiberius Gracchus.
Tijdens zijn studie was Byvanck huisleraar voor de kinderen van de havenbaron Lodewijk Pincoffs in Rotterdam. Daarna was hij leraar aan de Hogere Burgerschool in Leiden en tussen 1879 en 1889 aan het Stedelijk Gymnasium Leiden. De volgende zes jaren werden baanloos doorgebracht in Hilversum, Zuid-Frankrijk, Zwitserland en Den Haag. In april 1895 werd Byvanck benoemd tot directeur van de Koninklijke Bibliotheek. Byvanck bleef die functie tot 1921 uitoefenen, waarbij hij vele handschriften aankocht en de bibliotheek ook ruimtelijk uitbreidde.
Ondertussen publiceerde hij veel en over diverse onderwerpen, zoals Franse cultuur, Isaäc da Costa, Henrik Ibsen, Fruin en Gijsbert Karel van Hogendorp. In het tijdschrift De Gids, waarvan hij jarenlang redacteur was, schreef hij onder meer over buitenlandse literatuur.
Byvanck werd als bibliothecaris van de Koninklijke Bibliotheek opgevolgd door P.C. Molhuysen.

## Enkele publicaties van Willem Byvanck
- Guilielmus Geertruides Cornelis Byvanck: Studia in Ti. Gracchi historiam. Lugduni Batavorum, Van Doesburgh, 1879.
- W.G.C.Byvanck: Un Hollandais à Paris en 1891. Sensations de littérature et d'art. Avec un préface d´Anatole France. Paris, 1893
- W.G.C.Byvanck: De jeugd van Isaäc da Costa (1798-1825). Zutphen, 1894
- W.G.C.Byvanck: Bewogen tijden. Kronieken en beelden 1 (bundel 1-4). Zutphen, Uitgeverij Thieme, 1916-1919
- W.G.C.Byvanck: Keur uit het ongebundelde werk. Ingeleid en met aantek. voorz. door J.J. Oversteegen. Zwolle, 1956

## Publicaties over G.C.W. Byvanck
- F.W.N.Hugenholtz: G.C.W. Byvanck, 1848-1925. In: Biografisch Woordenboek van Nederland 3 (1989)
- F.J.W. Drion: Levensbericht van Dr. W.G.C. Bijvanck. In: Jaarboek van de Maatschappij der Nederlandse Letterkunde (1927)
- Jo Tollebeek: Mannen van karakter. De wording van de moderne geesteswetenschappen. Amsterdam, Bert Bakker, 2011. ISBN 9789035136403
- P.W. Klein en M.A.V. Klein-Meijer: De wereld van de Koninklijke Bibliotheek 1798-1998. Amsterdam, Uitgeverij G.A. van Oorschot, 1998. ISBN 90-282-0917-4